# Okres Lešno
Okres Lešno (Leszno; polsky Powiat leszczyński) je okres v polském Velkopolském vojvodství. Rozlohu má 804,65 km² a v roce 2019 zde žilo 57 201 obyvatel. Sídlem správy okresu je město Lešno, které však není jeho součástí, ale tvoří samostatný městský okres.

## Gminy
Městsko-vesnické:
- Osieczna
- Rydzyna

Vesnické:
- Krzemieniewo
- Lipno
- Święciechowa
- Wijewo
- Włoszakowice

## Města
- Osieczna
- Rydzyna

## Sousední okresy
| Růžice kompasu | Wolsztyn      | Kościan     | Kościan | Růžice kompasu |
| Růžice kompasu | Wschowa       | Sever       | Gostyń  | Růžice kompasu |
| Růžice kompasu | Wschowa       | Okres Lešno | Gostyń  | Růžice kompasu |
| Růžice kompasu | Wschowa       | Jih         | Gostyń  | Růžice kompasu |
| Růžice kompasu | Góra, Wschowa | Góra        | Rawicz  | Růžice kompasu |